# 補助翼

補助翼による機体のバンク

補助翼（ほじょよく、仏: aileron）は、飛行機をバンク（横転、ロール）させるのに使う動翼である。エルロンと表記することも多い。左右の主翼後縁の外側に取り付けられており、補助翼は機体の前後軸を中心とする回転運動を制御する。

## 概要

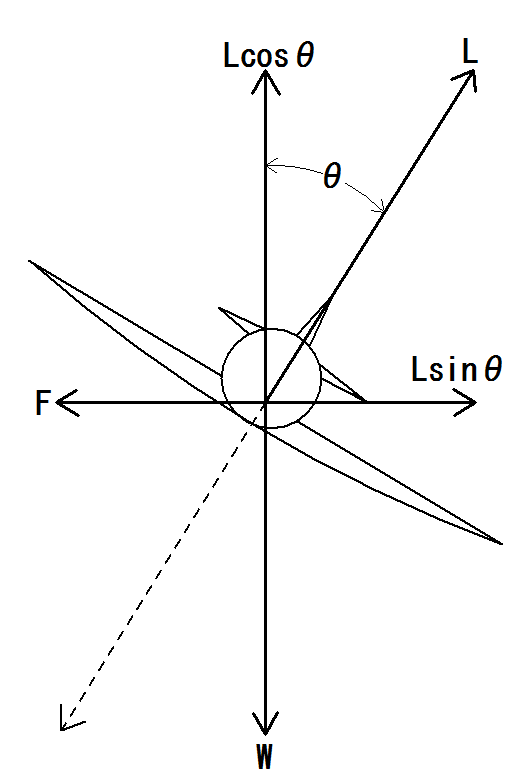
旋回飛行時での機体に掛かる力の釣り合い。
Lが旋回飛行時の揚力、θは機体の傾き（バンク）角度、Lcosθが旋回飛行時の揚力の垂直分力、Lsinθが旋回飛行時の揚力の水平分力、Fが遠心力、Wが重力。

主翼と尾翼を備えた一般的な形状の飛行機では、補助翼は主翼の後縁の外側に取り付けられており、飛行機をロール軸周りに回転させて、ローリング飛行や旋回飛行を行う際に使用される。
飛行機が機体を右に傾けたい場合には、次の操作によって行う。
1. 操縦席にある操縦輪を時計回りに回転させるか、操縦桿を右に倒す。
2. 左翼の補助翼が下がるのと同時に、右翼の補助翼が上がる。
3. 左翼の揚力が増加すると同時に、右翼の揚力が減少する。
4. 機体を前後に貫くロール軸について、機体後方から見て右回り（時計回り）のモーメントが発生し、機体が重心まわりに右回転する。
5. 目的の角度まで傾いたら、操縦輪または操縦桿を元に戻して回転を止める。

## 旋回
右に旋回飛行をしたい場合には、次の操作によって行う。
1. 機体を右へ傾かせた後、操縦席の下にある右側の方向舵ペダルを踏む。
2. 機体後方にある垂直尾翼の方向舵（ラダー）が右に曲がる。
3. 機体が右旋回飛行を行う。

旋回飛行には、求心力と遠心力とが釣り合って、高度と旋回半径が変わらない旋回をする定常旋回、求心力より遠心力が大きくなり、外側に滑りながら旋回する外滑り旋回、遠心力より求心力が大きくなり、内側に滑りながら旋回する内滑り旋回がある。
定常旋回の際に機体に掛かる力の釣合いを図によって説明する。機体が旋回のために傾いた場合、揚力の鉛直分力Lcosθと揚力の水平分力Lsinθが発生する。その後に方向舵（ラダー）を操作してヨー軸周りの旋回を行う。もし方向舵の操作を行わないと、傾いた側に横滑り（スリップする、スベるなどと称する）を起こす。傾きによるスリップをうまく方向舵の操作で打ち消すと、揚力の鉛直分力Lcosθと重力Wが釣り合い、揚力の水平分力（求心力）Lsinθと遠心力Fとが釣り合う。
旋回飛行時には、遠心力が発生するので、機体に加速度が加わっており、その程度を表すものとして荷重倍数を用いている。荷重倍数は傾きの角度に応じて（sinθに比例して）大きくなるので、搭乗者にとっては重力が増加したようにしか感じられず、横向きの力（遠心力）は感じない（ただし傾きが深くなるとこの垂直Gの増加は著しく増え、傾きが60度では2G = 地上などで安静時の2倍）。また、傾きによって機体の揚力が減少するので、旋回飛行時の失速速度は、水平飛行時よりも大きく、通常の水平旋回では、それを補うために機首上げ（ピッチ軸周りに機首上方向回転）および推力増加操作を行なうと、sin（バンク角）×sin（ピッチ角）だけのヨー軸周り右旋回のモーメントが発生する。

## 他の動翼との複合

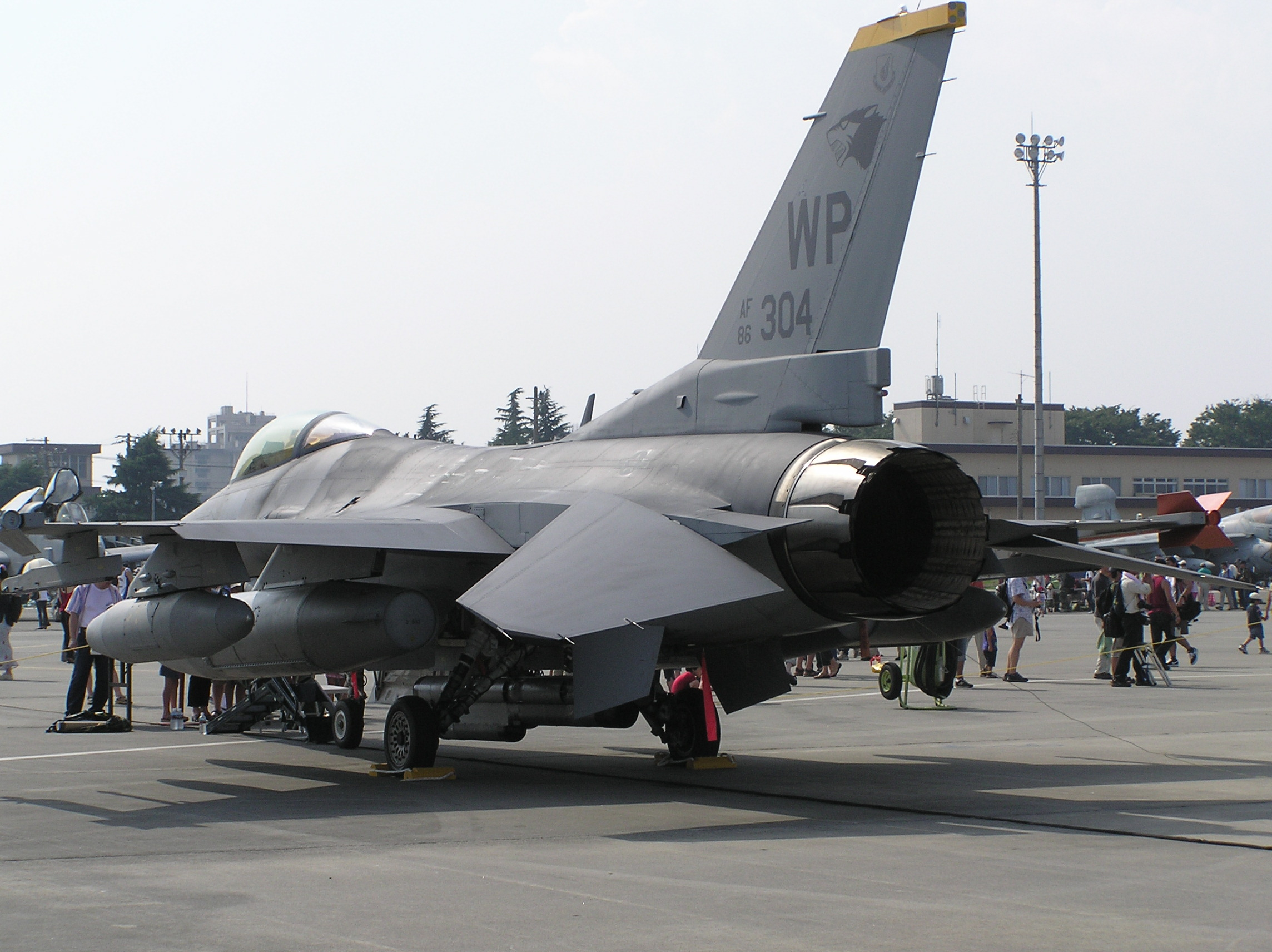
テイルロンを作動させたF-16

一般的に補助翼は独立した動翼だが、一部の飛行機では他の動翼の役割を兼ねているものがある。
- 補助翼（エルロン）とフラップを兼ねたものはフラッペロンと呼ばれる。
- デルタ翼機などの水平尾翼を持たない飛行機で、補助翼と昇降舵（エレベーター）を兼ねたものはエレボンと呼ばれる。
- 水平尾翼を持つ飛行機で、昇降舵を左右独立して動かすことにより補助翼としての働きを持たせたものはテイルロンと呼ばれる。テイル（尾翼）とエルロンを組み合わせた造語。
- スポイラーを左右独立して動かすことにより補助翼としての働きを持たせたものはスポイエロンと呼ばれる。
- 大型高速機の場合には、左右の主翼後縁の外側と内側に2つの補助翼を持っており、前者をアウトボード・エルロン、後者をインボード・エルロンと呼ばれている。低速飛行時では、この2つの補助翼とスポイラーを作動させ、高速飛行時では、内側の補助翼とスポイラーだけを作動させる。

前二者は元になる2種類の動翼が同じ場所にあるため兼用とされたものだが、後二者は後述する操縦性の問題を解消するために採用される。

## スペード

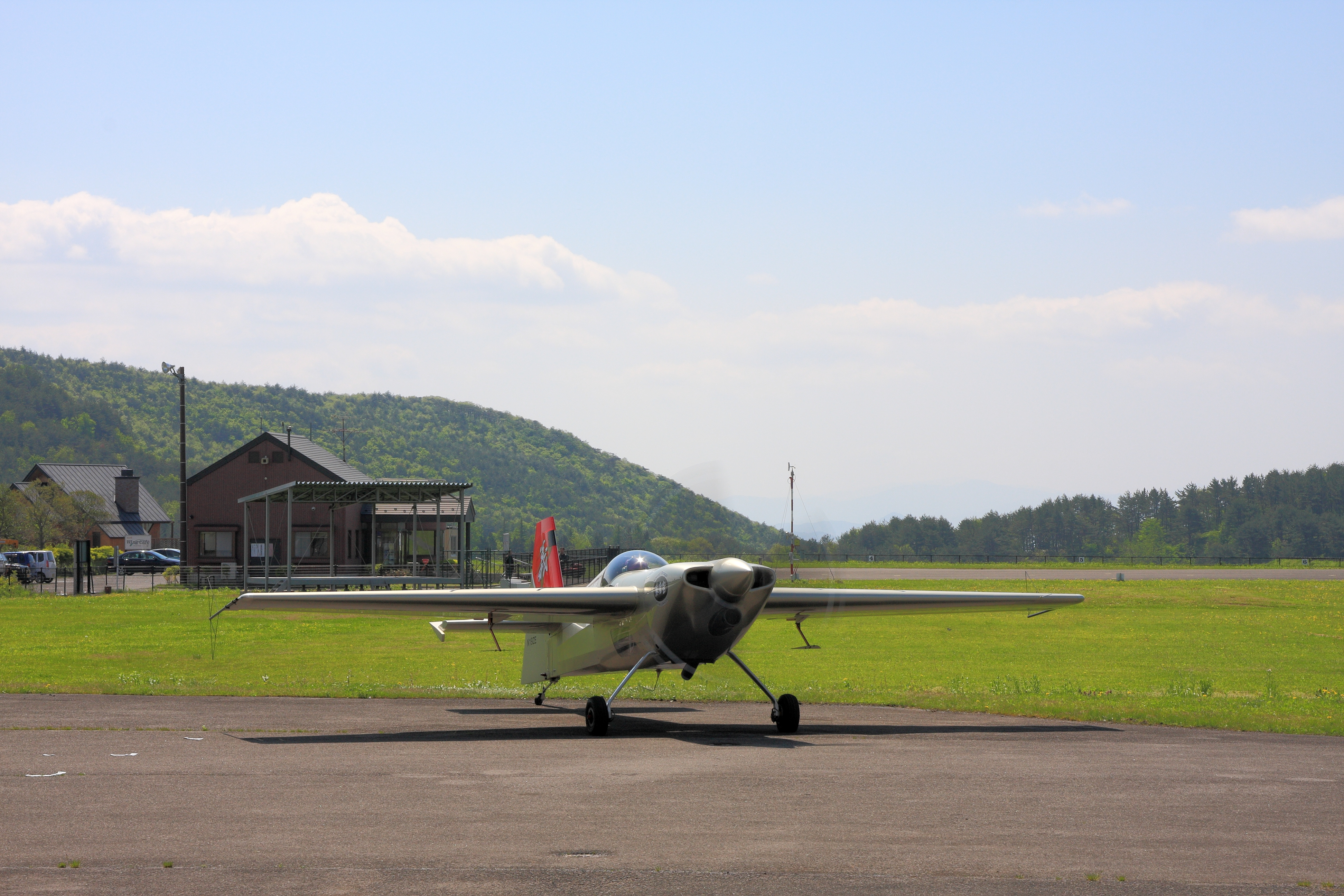
ジブコ エッジ540の補助翼に取り付けられた『スペード』（室屋義秀機）

操縦桿が機械的にリンクされている機種では操作に必要な力を軽減させるため、補助翼の下部に『スペード』と呼ばれる三角形の小さな翼を取り付けることがある。
操作量は多くなるが軽量化のため動翼と操縦桿を鋼索でリンクさせる曲技飛行機に採用されている。

## アドバース・ヨー
バンク時、補助翼を操作した時の空気抵抗により、旋回したい向きとは逆に機首が振られる現象である。上記の左バンクの例では、左翼では、補助翼が上がり揚力が減少し、反対側の右翼では、補助翼が下がり揚力が増加して、機体を左側に傾かせるが、補助翼の作動角度が同じでも、補助翼の下げ側の方が上げ側より空気抵抗が大きく、それにより、機首は傾いた方向とは逆の方向に振られるヨーが発生する。これをアドバース・ヨー (Adverse yaw) と呼ばれており、この現象を解決するためには、補助翼の作動範囲を、上げ側を大きくし、下げ側を小さくする差動機構を操縦系統に組込んで、左右の補助翼を作動させた場合の空気抵抗を同じにするか、または、主翼上面にあるスポイエロンを使用して、左側のスポイラーだけを展開することにより左翼の揚力減少で左バンクすると同時に左翼の抗力増大で旋回側へのヨーを発生させることができる。

## エルロン・リバーサル
補助翼の操作によって主翼がねじれてしまい、結果として意図した方向とは逆に機体がバンク（ロール）してしまう現象のこと。薄くて細長い主翼を持った機体が高速で飛行した場合に起こりやすいとされる。主翼の剛性が理想的なほどに高ければ生じないがしかしそれは現実的ではなく、現代の旅客機や輸送機などに代表される大型高速機では通常の補助翼（エルロン）とはまた別に高速用の補助翼を主翼の付け根付近に用意したり、テイルロンやスポイエロンを装備するなどの対策をとる機体が多い。
主翼に後退角を与えることによっても緩和できるが、この目的で後退角を与える事例は少ない。